# Nohan Kenneh
Nohan Kenneh (* 10. Januar 2003 in Zwedru) ist ein englisch-liberianischer Fußballspieler, der bei den Tranmere Rovers in der EFL League Two unter Vertrag steht.

## Karriere

### Verein
Nohan Kenneh wurde in Zwedru im Osten des afrikanischen Staates Liberia geboren. Im Alter von sechs Jahren kam er als Flüchtling nach Großbritannien. Seine Fußballkarriere begann Kenneh an den Jugendakademien von Bradford City und York City und wechselte 2014 zu Leeds United. Ab dem Jahr 2020 spielte er für Leeds auf U23-Ebene. In der Saison 2021/22 stand er insgesamt 14-Mal im Kader der ersten Mannschaft in der Premier League, wurde von Trainer Marcelo Bielsa als auch seinen Nachfolger Jesse Marsch jedoch nicht eingesetzt. Eine Vertragsverlängerung in Leeds lehnte er ab.
Im Mai 2022 unterschrieb Kenneh einen Dreijahresvertrag beim schottischen Erstligisten Hibernian Edinburgh. Am 9. Juli 2022 debütierte Kenneh für die „Hibs“ bei einem 5:0-Sieg gegen den FC Clyde in der Gruppenphase des Ligapokals.
Im Januar 2023 wurde Kenneh an den Ligakonkurrenten Ross County verliehen. Zwei Jahre später wurde Kenneh erneut an Ross County verliehen.
Im Juli 2025 wechselte Kenneh zu den Tranmere Rovers nach England.